# L'Informatiu.com
L'Informatiu.com fou un periòdic digital d'informació general del País Valencià.
L'informatiu.com va ser fundat pels periodistes Juan Enrique Tur, Sergi Pitarch Sánchez i Julio Gómez Vivó i centrà el seu focus informatiu en l'actualitat valenciana, estructurant les notícies que publicava en seccions de política, oci i cultura i esports, així com una secció d'opinió amb un ample ventall de columnistes. La línia editorial que va seguir va estar plena de denúncies socials, polítiques i empresarials; i amb un fort component crític amb el govern de la Generalitat Valenciana dirigit pel Partit Popular. L'informatiu va acollir el bloc El Túnel Valencià, on durant la campanya electoral de les eleccions a les Corts Valencianes de 2011 diverses personalitats de l'esquerra valenciana retirades de la política activa analitzaven l'estat de l'oposició en entrevistes realitzades per Julià Álvaro.
El mitjà va presentar el 16 de gener de 2012 un pla de viabilitat per tal de fer sobreviure el mitjà en un context de tancament de capçaleres i on molts mitjans de comunicació passen per EROs. Finalment, el 31 de maig del mateix any va anunciar que tancava després de poc més de dos anys i mig en funcionament per la «inexistent ajuda als mitjans en valencià, unida a la falta de suport tant d'anunciants com d'organitzacions socials». Durant tot el 2011 havia tingut 200.000 navegadors únics. L'Informatiu va ser fundat per tres periodistes valencians. Entre els col·laboradors es trobaven Joan Carles Girbés, Joan Josep Pérez Benlloch, Josep Franco o Víctor Maceda, entre d'altres.